# Herbert Wirzius
Herbert Wirzius (* 19. Juni 1937 in Kirn) ist ein deutscher Unternehmensberater und Träger des Bundesverdienstkreuzes am Bande.

Herbert Wirzius

## Werdegang
Wirzius wurde als Sohn eines Anstreichers geboren. Nach der Volksschule absolvierte Wirzius eine Lehre als Großhandelskaufmann, arbeitete sieben Jahre in einem Kirner Lebensmittelgroßhandel. 1958 wechselte er als Handelsvertreter zu dem damals noch selbständigen Unternehmen Kaffee Hag, später wurde er nationaler Verkaufsdirektor der Firma Kraft Jacobs Suchard.
1976 kam der Einstieg ins Ehrenamt mit der Organisation eines Abends für die Aktion Sorgenkind. Von 1978 bis 1993 war er Abteilungsleiter Tischtennis im FC Hennweiler.
Später war er in leitender Funktion im Fremdenverkehrsverein Hennweiler tätig. Fünf Dörfer wurden integriert, fünf Abteilungen geschaffen. 1979 zog er in den Ortsgemeinderat ein, 1999 wurde er Verbandsgemeinderatsmitglied, 1999 Ortsbeigeordneter. 1992 führte er den Förderverein 1000 Jahre Hennweiler durch das Jubiläumsereignis. Weitere Ämter bekleidet er in den Vorständen der Hunsrück Schiefer- und Burgenstrasse sowie des Fördervereins Schloss Wartenstein.
1996 gründete Wirzius den Förderverein Lützelsoon. 2001 wurde die Soonwaldstiftung Hilfe für Kinder in Not ins Leben gerufen, die im gleichen Jahr Elterninitiative der Klinik Idar-Oberstein wurde. 2007 erhielt Wirzius das Bundesverdienstkreuz am Bande für sein soziales Engagement.
Seit 1965 wohnt Wirzius mit Ehefrau Ingrid in Hennweiler bei Kirn. Seine Frau Ingrid Wirzius ist ebenfalls in Hilfsorganisationen engagiert. Nebenbei schreibt Wirzius regional kulturelle Texte und Gedichte.
| Personendaten    | Personendaten                 |
| ---------------- | ----------------------------- |
| NAME             | Wirzius, Herbert              |
| KURZBESCHREIBUNG | deutscher Unternehmensberater |
| GEBURTSDATUM     | 19. Juni 1937                 |
| GEBURTSORT       | Kirn                          |